# Joseba Zubeldia Agirre
Joseba Zubeldia Agirre   (Usurbil, 19 de març de 1979) va ser un ciclista basc que fou professional del 2002 al 2007. El seu germà Haimar també s'ha dedicat al ciclisme professionalment.

## Palmarès
Palmarès Joseba Zubeldia.

###### Resultats al Giro d'Itàlia
- 2007. Abandona (14a etapa)